# The Wrath of God
The Wrath of God (Brasil: A Divina Ira ) é um filme norte-americano de 1972, dos gêneros aventura e faroeste, dirigido e  roteirizado por Ralph Nelson, baseado no livro de James Graham. O filme marca a última aparição de Rita Hayworth no cinema.

## Sinopse
Van Horne (atuado por Mitchum), um ladrão de banco disfarçado de "padre", é retirado de um corpo de bombeiros na Bolívia, América do Sul,  e é enviado para matar uma pessoa local.

## Elenco
- Robert Mitchum ....... Padre Oliver Van Horne
- Frank Langella ....... Thomas De La Plata
- Rita Hayworth .......  Senhora De La Plata
- John Colicos ....... Coronel Santilla
- Victor Buono ....... Jennings
- Ken Hutchison ....... Emmet Keogh
- Paula Pritchett ....... Chela
- Gregory Sierra ....... Jurado
- Frank Ramírez .......  Carlos Moreno
- Enrique Lucero ....... Nacho
- Jorge Russek ....... Cordona
- Chano Urueta ....... Antonio
- José Luis Parades ....... Pablito
- Aurora Clavel ....... Senhora Moreno
- Victor Eberg ....... Delgado